# Afterplace
《Afterplace》（中国大陆又译作）是一款由独立游戏开发者伊万·凯斯（Evan Kice）所作的角色扮演手机游戏，在2022年12月推出。

## 游戏内容

游戏以像素风格绘制

由玩家控制的一个身份不明的孩子在一座神秘的岛屿上醒来。随着游戏剧情的深入，玩家发现岛上还有许多非玩家角色也滞留在岛上无法逃脱，并逐渐了解各个角色乃至整座岛屿背后的秘密。
《Afterplace》以像素风格绘制，还特意针对手机平台的特点设计为单指操作。

## 反响
绝大多数游戏评论家对《Afterplace》积极看法。苹果设计大奖称赞《Afterplace》的单指操作、主角和敌人的互动、关卡设计、有趣的对话和通用化设计，指该游戏“对新玩家还是老玩家都很吸引人”。Pocket Gamer的Quick表扬了游戏的美术设计、自然的人物对话、音乐氛围烘托到位与丰富的敌人攻击手段。148Apps给了游戏4星（满分5星），评论游戏“非常丰富，游戏背景故事有趣、优雅、奇妙，有种超现实感”，但说有些游戏设计（比如缺少游戏地图）会降低玩家游戏体验。TouchArcade评论员Nelson称赞《Afterplace》对玩家的关卡引导可谓“润物细无声”，其人物设计、游戏操作和背景音乐也是一绝。

### 奖项
- TouchArcade本周最佳，2022年12月16日[6]
- 148Apps 2022年度最佳游戏，“最佳竖屏游戏”项和“最佳游戏”第11名[7]
- 苹果
  - 2023年苹果设计大奖，“趣味性”项（Delight and Fun）[8]
  - 今日最佳游戏，2023年3月5日[9]
  - App Store2023年度最佳游戏入围[10]